# BEST II (中森明菜のアルバム)
『BEST II』（ベスト・セカンド）は、日本の歌手中森明菜のベスト・アルバム。このアルバムは1988年12月24日にワーナー・パイオニアよりリリースされた (LP: 28L1-49, CT: 28L4-49, CD: 32L2-49)。

## 背景
『BEST II』は、1986年4月1日にリリースされたシングル楽曲のベスト・アルバム『BEST』に続く第2弾で、1988年12月24日にLP (28L1-49)とCT (28L4-49)とCD (32L2-49)の3形態で同時発売されたが、各アイテムのジャケットや帯には発売日が1989年1月1日と印刷されている。
このアルバムの表面のディスクジャケットは、LP盤、CT盤、CD盤それぞれで異なるポーズのショットが採用されている。
このアルバムのディスクジャケットの撮影は渡辺達生が手掛けた。手に持っている "Fin" のジャケットの一部分に、赤系色で何か着色されている（Akinaとも読める）。
1988年末には既にCD盤が主流となっておりLP盤は生産枚数が少なく稀少盤となっていてオークションなどではプレミア価格で取引されている。
発売当初はメガミックスが発売されるようにアナウンスされていた（本作のTV-CMにはその作品と思われる『DESIRE -情熱-』と『TANGO NOIR』をミクシングした音源が聴ける）。（同時期に中山美穂サイドでも同じような企画があったため中山サイドでは『Makin' Dancin'』として発売された、事により先駆者となった）。
本作のキャッチ・コピーは「明菜色、いろいろ。」で、帯コピーは「DESIREからI Missed"The Shock"まで、明菜の最新SINGLEを集めたベスト・アルバム!!」であった。収録楽曲は、1986年2月に発売し日本レコード大賞を受賞した14枚目のシングル「DESIRE -情熱-」から、1988年11月発売の22枚目のシングル「I MISSED "THE SHOCK"」までのシングル楽曲が収録された。加えて、1986年11月にシングルカセット限定でリリースした「ノンフィクション エクスタシー」も収録された。TV-CMも打たれ、発売中止になったMEGA MIXの一部と共にジャケット・ショットのアウトテイクを使ったイメージ・フィルムが流れた。

## チャート成績
『BEST II』は、オリコン週間アルバムチャートの1989年1月2日付で初登場2位を記録し、2週分の合算週となった1989年1月16日付で最高順位1位を2週連続で獲得した。同チャートの100位以内においては、計32週に渡ってランクインしている。メディア別のオリコン週間チャートでは、カセット盤がカセットチャートの1989年1月2日付にて初登場で最高順位1位を記録し、同チャートの100位以内には計54週に渡ってランクインした。また、CD盤とLP盤はCD、LPチャートの1989年1月16日付で最高順位1位を記録し、100位以内にはそれぞれ、計31週、計22週に渡ってランクインした。更に、1989年度のオリコン年間アルバムチャートでは、4位を記録した。売上枚数は、80万枚を超えるセールスを記録し、自身のアルバム中、最大のセールスとなっている。

## 収録曲
| #         | タイトル                          | 作詞                                    | 作曲               | 編曲      | 時間  |
| --------- | --------------------------------- | --------------------------------------- | ------------------ | --------- | ----- |
| 1.        | 「ノンフィクション エクスタシー」 | さかたかずこ                            | さかたかずこ       | 椎名和夫  | 3:32  |
| 2.        | 「TATTOO」                        | 森由里子                                | 関根安里           | EUROX     | 3:57  |
| 3.        | 「DESIRE -情熱-」                 | 阿木燿子                                | 鈴木キサブロー     | 椎名和夫  | 4:24  |
| 4.        | 「TANGO NOIR」                    | 冬杜花代子                              | 都志見隆           | 中村哲    | 4:09  |
| 5.        | 「BLONDE」                        | BIDDU-WINSTON SELA 麻生圭子（日本語詞） | BIDDU-WINSTON SELA | 中村哲    | 3:53  |
| 6.        | 「I MISSED "THE SHOCK"」          | Qumico Fucci                            | Qumico Fucci       | EUROX     | 4:10  |
| 7.        | 「AL-MAUJ (アルマージ)」          | 大津あきら                              | 佐藤隆             | 武部聡志  | 4:08  |
| 8.        | 「Fin」                           | 松本一起                                | 佐藤健             | 佐藤準    | 4:11  |
| 9.        | 「ジプシー・クイーン」            | 松本一起                                | 国安わたる         | 小林信吾  | 4:28  |
| 10.       | 「難破船」                        | 加藤登紀子                              | 加藤登紀子         | 若草恵    | 4:25  |
| 合計時間: | 合計時間:                         | 合計時間:                               | 合計時間:          | 合計時間: | 41:17 |

## クレジット
- 撮影: 渡辺達生[8]
- レコードメーカーディレクター: 藤倉克己、平井哲之[17][16]

## リリース履歴
| 発売日         | レーベル                       | 規格                       | 品番          | 備考                                                |
| -------------- | ------------------------------ | -------------------------- | ------------- | --------------------------------------------------- |
| 1988年12月24日 | ワーナー・パイオニア           | LP                         | 28L1-49       |                                                     |
| 1988年12月24日 | ワーナー・パイオニア           | CT                         | 28L4-49       |                                                     |
| 1988年12月24日 | ワーナー・パイオニア           | CD                         | 32L2-49       |                                                     |
| 1989年10月10日 | ワーナー・パイオニア           | GOLD CD                    | 36L2-5105     | 完全生産限定盤                                      |
| 1991年6月17日  | ワーナー・パイオニア           | CD                         | WPCL-427      | 廉価盤、紙帯                                        |
| 2006年6月21日  | ワーナー・パイオニア           | CD、デジタル・ダウンロード | WPCL-10291    | 紙ジャケット仕様完全生産限定盤                      |
| 2007年6月6日   | ワーナー・パイオニア           | デジタル・ダウンロード     | N/A           |                                                     |
| 2012年8月22日  | ワーナー・パイオニア           | SACD/CDハイブリッド        | WPCL-11149    | 紙ジャケット仕様完全生産限定盤                      |
| 2018年7月4日   | ワーナー・パイオニア           | LP                         | WPJL-10098    | 180g重量盤、初回生産限定盤                          |
| 2018年7月25日  | ワーナー・パイオニア           | CD                         | WPCL-12905    | 廉価盤、青帯                                        |
| 2020年11月3日  | BRIDGE INC.                    | 2LP                        | BRIDGE-309/10 | 2枚組完全生産限定盤                                 |
| 2023年12月20日 | ワーナーミュージック・ジャパン | 2CD＋2LP＋CT               | WPZL-32104/8  | 『BEST II COMPLETE BOX』 5枚組完全生産限定          |
| 2023年12月20日 | ワーナーミュージック・ジャパン | 2CD                        | WPCL-13525/6  | オリジナル・カラオケ付 2023ラッカーマスターサウンド |
| 2023年12月20日 | ワーナーミュージック・ジャパン | 2LP                        | WPJL-10203/4  | 2枚組完全生産限定盤 高音質45回転カラーレコード仕様  |
| 2024年9月4日   | ワーナーミュージック・ジャパン | LP                         | WPJL-10227    | 完全生産限定盤 クリア・カラー・ヴァイナル仕様       |

## 参照
1. 1 2  “iTunes - ミュージック - 中森明菜「BEST II」”.  Apple. 2015年5月5日時点のオリジナルよりアーカイブ。2012年12月10日閲覧。
2. 1 2 3 4 5 6  『ALBUM CHART-BOOK COMPLETE EDITION 1970 〜 2005』オリコン・マーケティング・プロモーション、2006年4月25日、3、455-457、884頁頁。ISBN 4871310779。
3. 1 2  オリコンランキング情報サービス「you大樹」
4. 1 2  小池聰行 1990, 1989 ALBUM No.4
5. ↑  “中森明菜 「BEST」｜Warner Music Japan”.  ワーナーミュージック・ジャパン. 2012年3月13日閲覧。
6. 1 2 3  “中森明菜 「BEST {{Rn|II}}」｜Warner Music Japan”.   ワーナーミュージック・ジャパン. 2012年3月13日閲覧。
7. 1 2 3 4  『AKINA』（4×12cmCD）中森明菜、ワーナーミュージック・ジャパン、1993年11月10日。WPCL-770〜3。
8. 1 2 3 4 5 6  『BEST II』（LP, CT, 12cmCD）中森明菜、ワーナー・パイオニア、1988年12月24日。28L1-49、28L4-49、32L2-49。
9. ↑  朝日新聞（夕刊）. ワーナー・パイオニア (朝日新聞社):  3版、20面. (1988年12月22日) {{cite news}}: |title=は必須です。 (説明)⚠
10. ↑  “日本作曲家協会：日本レコード大賞：歴史（第28回）”.  日本作曲家協会. 2013年6月12日閲覧。
11. ↑  “中森明菜オフィシャルサイト » Single”. 「ミ・アモーレ〔Meu amor é･･･〕」〜「AL-MAUJ (アルマージ)」.   Nakamoriakina.com. 2012年3月13日閲覧。
12. ↑  “中森明菜オフィシャルサイト » Single”. 「TATTOO」〜「Everlasting Love」.   Nakamoriakina.com. 2012年3月13日閲覧。
13. ↑  『ノンフィクション エクスタシー』（CT）中森明菜、ワーナー・パイオニア、1986年11月10日。LKC-2008。
14. ↑  “検索結果-ORICON STYLE アーティスト/CD検索”. 1989年01月第1週の邦楽アルバムランキング情報.   オリコン. 2012年4月12日閲覧。
15. ↑  “検索結果-ORICON STYLE アーティスト/CD検索”. 1989年01月第3週の邦楽アルバムランキング情報.   オリコン. 2012年4月12日閲覧。
16. 1 2 3  小池聰行 1990, pp. 189–190
17. ↑  “オリコンランキング情報サービス「you大樹」”.  Oricon Research. 2011年6月25日閲覧。
18. ↑  “BESTII 中森明菜のプロフィールならオリコン芸能人事典-ORICON STYLE”.  オリコン. 2012年3月13日閲覧。
19. ↑  “BESTII 中森明菜のプロフィールならオリコン芸能人事典-ORICON STYLE”.   オリコン. 2012年3月13日閲覧。
20. ↑  “音楽ダウンロード・音楽配信サイト　mora 〜“WALKMAN”公式ミュージックストア〜”.  レーベルゲート. 2012年12月10日閲覧。
21. ↑  “中森明菜 / BEST 2 [SA-CDハイブリッドCD] [紙ジャケット仕様] [限定] [CD] [アルバム] - CDJournal.com”.   音楽出版社. 2012年7月24日閲覧。